# TV 요리천국
TV 요리천국은 2004년까지 방송되었던 iTV 경인방송의 요리 프로그램이다.